# Nina-Katarina Mihovilović
Nina-Katarina Mihovilović (18 ottobre 1988) è un'ex sciatrice alpina slovena.

## Biografia
Attiva in gare FIS dal novembre del 2003, in Coppa Europa la Mihovilović esordì il 23 gennaio 2004 a Innerkrems in supergigante (89ª) e ottenne il miglior piazzamento il 10 novembre 2007 a Neuss/Bottrop in slalom speciale indoor (11ª). Debuttò in Coppa del Mondo il 13 gennaio 2008 a Maribor in slalom speciale, senza completare la prova, e il 7 novembre dello stesso anno bissò il suo miglior piazzamento in Coppa Europa, nuovamente a Neuss/Bottrop in slalom speciale indoor (11ª).
Prese per l'ultima volta il via in Coppa del Mondo il 22 gennaio 2012 a Kranjska Gora in slalom speciale, senza completare la prova (non portò a termine nessuna delle cinque gare nel massimo circuito cui prese parte) e si ritirò durante la stagione 2013-2014; la sua ultima gara fu uno slalom gigante FIS disputato il 19 gennaio a Krvavec e chiuso dalla Mihovilović al 6º posto. In carriera non prese parte a rassegne olimpiche o iridate.

## Palmarès

### Coppa Europa
- Miglior piazzamento in classifica generale: 58ª nel 2008

### Campionati sloveni
- 3 medaglie:
  - 2 argenti (slalom gigante nel 2008; discesa libera nel 2009)
  - 1 bronzo (slalom gigante nel 2009)